# LeiShi-6
LeiShi-6 (dt.: Donnerstein), kurz LS-6, ist ein Lenkbomben-Kit, das von der Volksbefreiungsarmee im Jahr 2006 vorgestellt wurde.
Die Entwicklung des LS-6 begann im Jahr 2003 am Luoyang Optoelectro Technology Development Centre (LOEC). Bei diesem Kit handelt es sich um eine Art Rucksacksystem mit ausklappbaren Tragflächen, das auf den Rücken einer 500 kg oder 250 kg schweren Freifallbombe gesetzt wird. Des Weiteren wurde am Heck der Bombe noch ein Modul mit Stabilisierungsflossen angebracht. In diesem Modul befinden sich das INS, die Flugsteuerung sowie eine Batterie. Im Jahr 2010 stellte Luoyang auf der China International Aviation & Aerospace Exhibition in Zhuhai neue Varianten der LS-6 vor. Neben der 500-kg- und 250-kg-Version wird nunmehr noch eine 100-kg- und 50-kg-Variante angeboten. Die beiden kleinen Varianten tragen statt des Flügelaufsatzes vier trapezförmige Flügel in einer X-Anordnung. Neu ist auch der an der Spitze angebrachte IIR-Suchkopf (Imaging Infrared).
Nach offiziellen chinesischen Angaben wurde die LS-6 an der Shenyang J-8B mit einer CEP von 15 Metern getestet.